# بخش فدراسیون
بخش فدراسیون (به اسپانیایی: Departamento Federación) یک منطقهٔ مسکونی در آرژانتین است که در استان انتره ریوس واقع شده‌است.